# Microsoft Application Virtualization
Aplicación de virtualización Microsoft permite desplegar aplicaciones a cualquier cliente virtual en tiempo real desde un servidor de aplicaciones. Elimina la necesidad de instalaciones locales de las aplicaciones. En lugar de ello, sólo el tiempo de ejecución SoftGrid necesita ser instalado en los equipos cliente. Todos los datos de solicitudes está permanentemente almacenados en el servidor de aplicaciones virtuales. Cualquiera que sea el software que se necesita es determinada secuencia de la aplicación de servidor en la demanda y ejecutar localmente. La pila SoftGrid sandboxes el entorno de ejecución a fin de que la solicitud no hacer cambios en el cliente en sí. Softgrid aplicaciones sandboxed son también unos de otros, a fin de que las diferentes versiones de la misma aplicación puede ejecutarse en virtud de softgrid simultáneamente. Este enfoque permite que cualquier aplicación que se fluyen sin realizar ningún cambio en su código.
SoftGrid, por lo tanto, permite la instalación y la gestión centralizada de las aplicaciones desplegadas. Apoya la política de control de acceso basadas; los administradores pueden definir y limitar el acceso a las aplicaciones por algunos usuarios mediante la definición de las políticas que rigen el uso. Softgrid puede exigir que las solicitudes no se ejecute "En caché" de las estaciones de trabajo, o exigir que "En caché" softgrid aplicaciones rutinaria actualización de la información de licencia Softgrid servidor, el cumplimiento de la aplicación de la licencia. Estas políticas son aplicadas en el centro de la solicitud de depósito. SoftGrid, también permite la replicación de las aplicaciones a través de múltiples servidores de aplicación para una mejor escalabilidad y tolerancia a fallos, y también incorpora una interfaz de seguimiento para realizar el seguimiento del uso de la aplicación virtualizados.
El SoftGrid cliente de tiempo de ejecución se presenta al usuario con una lista de aplicaciones, a las que el usuario tiene acceso. El usuario puede entonces iniciar una virtualizados fluyen a instancia de la aplicación. Dependiendo de la configuración, el administrador de sistemas puede ser notificado de la acción a través del correo electrónico o puede exigir una confirmación explícita de la administator de la solicitud para iniciar el streaming e inicializar o simplemente, simplemente marque la directorio activa de la Los derechos de los usuarios y el flujo de la aplicación para el usuario si está autorizado a ejecutar la aplicación. SoftGrid El cliente también puede instalar accesos locales que arranque el proceso de lanzamiento de software de casos individuales virtualizados.

## Arquitectura
SoftGrid La arquitectura del sistema se compone de los siguientes componentes:
- 'Centro Virtual de Sistemas de Microsoft Application Server, también llamada "SoftGrid Application Server", que acoge virtualizados de paquetes de aplicaciones y arroyos a los ordenadores cliente para la ejecución local. También autoriza a solicitar registros de los clientes y su aplicación de uso. Las aplicaciones se virtualizan usando el 'Secuenciador SoftGrid.
- "Microsoft SoftGrid Aplicación de virtualización de PCs", también llamada "SoftGrid cliente" , es el cliente que pide al servidor de flujo algunas aplicaciones y ejecuta las aplicaciones a nivel local.
- "SoftGrid Consola de Administración", la herramienta de gestión para configurar, administrar y gestionar los servidores SoftGrid. Se puede utilizar para definir las políticas que rigen el uso de las aplicaciones. También se puede utilizar para crear, administrar, actualizar y replicar virtualizados de paquetes de aplicaciones.

### Operación
SoftGrid Aplicación de virtualización se compone principalmente de dos componentes - SystemGuard'y'SoftGrid Secuenciador. SystemGuard pistas y análisis de la configuración de los repositorios y los recursos utilizados por la aplicación e intercepta el uso de estos recursos, la reorientación de la virtualizados a instancias de los recursos. Virtualizados recursos virtualizados incluir datos como el perfil de usuario de la información y los datos; virtualizados sistema de servicios, como la COM controles, servicio de Windows s, y copie habilidades, y virtualizados configuración de los repositorios como registro de las colmenas y archivos INI. No todas las aplicaciones que se ejecutan como un servicio pueden ser virtualizadas, a pesar de estas limitaciones puede cambiar en futuras versiones del producto. Cada solicitud, o varias instancias de la misma aplicación, se ejecutan en su propia caja de arena virtual y cada una con su propio conjunto de recursos virtuales. 
SoftGrid secuenciador es el componente del lado del servidor que recibe una solicitud de los paquetes de virtualización y streaming. Se analiza la solicitud de los recursos que requiere y SystemGuard crea el entorno de tiempo de ejecución requerido. También los paquetes específicos de los archivos DLL que pudiera necesitar en el lado del cliente. A continuación, todos los paquetes de código de las aplicaciones y los datos en el formato propietario SoftGrid que hace que sea más conveniente para el streaming. Las bibliotecas están llenas por separado para que cada biblioteca, según sea necesario, en lugar de que el cliente para descargar la aplicación al principio. Cuando una solicitud se hace streaming, todo un secuenciador paquete se transfiere al cliente, que desempaqueta y SystemGuard inicializa el medio ambiente y la aplicación alberga en su interior. Cada paquete está en caché por el cliente durante la duración de la aplicación período de sesiones. Configuración de usuario se almacenan en el sistema local.
Virtualizados de paquetes de aplicaciones a nivel local también puede residir en la computadora del cliente, eliminando así la necesidad de servidor de aplicaciones y streaming. Microsoft Systems Management Server puede ser utilizado para empujar estos paquetes a la computadora del cliente en la virtual ausencia de un servidor de aplicaciones. En este escenario, el'conector SoftGrid SMS puede ser usado para administrar localmente los paquetes de aplicaciones.